# Szerelem a kolera idején
A Szerelem a kolera idején Gabriel García Márquez kolumbiai író regénye.

## Története
A regény egy nagy, életen át tartó szerelem története. Florentino Ariza fiatalkorában beleszeret a tizennégy éves Fermina Dazába. A lány viszonozza az érzelmeit, és az apai tiltás ellenére levelezésbe kezd a fiúval. Később azonban Fermina Daza váratlanul meggondolja magát, kikosarazza Florentino Arizát, és férjhez megy Juvenal Urbinóhoz, a megbecsült orvoshoz. Florentino Ariza elhatározza, hogy várni fog Fermina Dazára, ha kell, egy életen át. Mikor az orvos idős korában életét veszti, az időközben megöregedett Florentino Ariza újra udvarolni kezd élete szerelmének, és álma végül megvalósul.

## Az értelmezés lehetőségei
- Nagyon érdekes a mű modalitása, a regényhez való szerzői viszony meghatározatlansága. A művet komolyan véve lehet az igaz szerelemről szóló műként olvasni (vagyis a szerző komolyan gondolja, hogy létezik ilyen nagy szerelem), de értelmezhetjük ironikusan is (a szerző maga sem gondolja komolyan, inkább csak eljátszik a vággyal, hogy higgyünk a szerelem mindent legyőző erejében).
- A regény egyszerre állítja és meg is kérdőjelezi témáját, az egész életen át tartó szerelem létét. Florentino Ariza számára Fermina Daza iránt táplált érzelmei semmit sem változnak az évtizedek során, Fermina Daza számára viszont az öregkori és a fiatalkori Florentino Ariza két különböző ember, akit gondolatban nem tud összeegyeztetni (erre utal az is, hogy soha nem beszél Florentinóval a fiatalkori szerelmükről).
- A műben fontos téma az öregedéssel való szembenézés, az öregséggel kapcsolatos magatartási lehetőségek tárgyalása. A regény első fontos eseménye, a fényképész halála, ami látszólag semmilyen összefüggést nem mutat a későbbi történettel, ezért válik fontos motívumává a regénynek. A fényképész nem fogadja el az öregséget, a halálba menekül előle. Ez egy elfogadható döntési lehetőség, de a regény témája éppen az ellenkező választást tárgyalja: az életet az öregséggel együtt kell elfogadni. Ami az élethez tartozik, az minden fontos, és nem szabad lemondani semmiről. Ahogy az utolsó oldalakon olvashatjuk: „nem annyira a halál, mint inkább az élet határtalan”.
- Szintén fontos alapgondolata a műnek, hogy az élet, a létezés túlságosan gazdag és kiismerhetetlen ahhoz, hogy higgyünk az általános szabályok, az egyértelműen érvényes életvezetési elvek létében. Amikor Florentino Ariza több száz szeretővel való együttléte után, mint nagy tapasztalatokkal rendelkező férfi, elhatározza, hogy ír egy könyvet a nőkről, barátja lebeszéli a gondolatról, mondván, hogy "az egyetlen dolog, amit a szerelemről tudni lehet, hogy az élet megtanulhatatlan."
- Jellemző a regényre, hogy a legmagasztosabbnak tűnő dolgok az alantasakkal együtt válnak témává. Florentino Arizának pl. az első találkozásukkor el kell rohannia az idős Fermina Dazától, mert nagy izgalmában nem tud parancsolni a záróizmainak. Ez nem jelent cinizmust a szerző részéről, inkább arról van szó, amire fentebb már utaltunk: ami az élethez tartozik, az minden elfogadható, elfogadandó és tiszteletre méltó.

## Magyarul
- Szerelem a kolera idején; ford. Székács Vera; Magvető, Bp., 1990

## Feldolgozások
- Szerelem a kolera idején (film) ( Love in the Time of Cholera, 2007 ) rendező: Mike Newell szereplők: Javier Bardem, Giovanna Mezzogiorno, Catalina Botero